# 이운룡 (1562년)
이운룡(李雲龍, 1562년 ~ 1610년)은 조선 중기의 무신이다. 본관은 재령(載寧). 휘는 운룡(雲龍), 자는 경현(景見), 호는 동계(東溪). 청도출신. 아버지는 남해현령 이몽상(李夢祥)이다.

## 생애
무과에 급제하여 1592년(선조 25) 임진왜란 때 경상우수영 소속의 옥포만호(玉浦萬戶)로 패전한 원균(元均)이 도망하려는 것을 저지하고, 이순신(李舜臣)에게 원병을 청하여 위기를 모면케 하였다.
이순신의 막하(幕下)로 들어가 여러 해전(海戰)에서 전공을 세웠으며, 이듬해 웅천(熊川) 현감에 승진하였다. 1596년 이순신의 천거로 경상좌도 수군절도사가 되었다가 이듬해 정유재란 때 원균이 칠천량 해전에서 패사(敗死)하고, 삼도 수군이 전멸당하자 영천(永川)과 창암(蒼巖) 등지의 육전(陸戰)에 참가하였다.
1602년 모친상으로 진(鎭)을 비웠다가 탄핵을 받아 서생포(西生浦)에 장류(杖流)되었다.
1604년 선무(宣武)공신으로 식성군(息城君)에 봉해졌다. 오위도총부(都摠府) 부총관, 포도대장, 화기도감제조(火器都監提調)를 겸하고 비변사(備邊司) 유사당상(有司堂上)에 올랐고 이듬해는 내직으로 도총부 부총관 및 비변사당상관을 외직으로 제7대 삼도수군통제사를 역임하였다.
이후 재차 탄핵으로 은퇴하였고 1607년 여진의 북쪽 변방 침입으로 인해 함경도 병마절도사가 되어 이를 진압하고, 충청도 수군절도사로 임명되었다.
1610년(광해군 2) 탄핵을 받고 퇴관하여 고향에 돌아가 말년을 보내다가 사망하였다.

## 사후
이운룡은 사후 병조판서에 추증되었고 청도의 금호서원(琴湖書院)과 의령의 기강서원(歧江書院)에 제향되었다.

## 저서
《식성군실기》 2권

## 관련 작품

### 드라마
- 《불멸의 이순신》(KBS1, 2004년~2005년, 배우 : 최준용)

### 영화
- 《한산: 용의 출현》(2022년, 배우 : 박훈)

| 전임 이경준 | 제7대 삼도수군통제사 1605년 9월 - 1607년 6월 | 후임 이기빈 |